# Australian Open 2005
De 93e editie van het Australische grandslamtoernooi, het Australian Open 2005, werd gehouden tussen 17 en 30 januari 2005. Voor de vrouwen was het de 79e editie. Het werd gespeeld in het Melbourne Park te Melbourne.
Het toernooi van 2005 trok 543.873 toeschouwers.

## Belangrijkste uitslagen
Mannenenkelspel

Finale: Marat Safin (Rusland) won van Lleyton Hewitt (Australië) met 1-6, 6-3, 6-4, 6-4
Vrouwenenkelspel

Finale: Serena Williams (Verenigde Staten) won van Lindsay Davenport (Verenigde Staten) met 2-6, 6-3, 6-0
Mannendubbelspel

Finale: Kevin Ullyett en Wayne Black (Zimbabwe) wonnen van Bob Bryan en Mike Bryan (Verenigde Staten) met 6-4, 6-4
Vrouwendubbelspel

Finale: Svetlana Koeznetsova (Rusland) en Alicia Molik (Australië) wonnen van Lindsay Davenport en Corina Morariu (Verenigde Staten) met 6-3, 6-4
Gemengd dubbelspel

Finale: Samantha Stosur en Scott Draper (Australië) wonnen van Liezel Huber (Zuid-Afrika) en Kevin Ullyett (Zimbabwe) met 6-2, 2-6, [10-6]
Meisjesenkelspel

Finale: Viktoryja Azarenka (Wit-Rusland) won van Ágnes Szávay (Hongarije) met 6-2, 6-2
Meisjesdubbelspel

Finale: Viktoryja Azarenka (Wit-Rusland) en Marina Erakovic (Nieuw-Zeeland) wonnen van Nikola Fraňková (Tsjechië) en Ágnes Szávay (Hongarije) met 6-0, 6-2
Jongensenkelspel

Finale: Donald Young (VS) won van Kim Sun-yong (Zuid-Korea) met 6-2, 6-4
Jongensdubbelspel

Finale: Kim Sun-yong (Zuid-Korea) en Yi Chu-huan (Taiwan) wonnen van Thiemo de Bakker (Nederland) en Donald Young (VS) met 6-3, 6-4
Rolstoelmannenenkelspel

Finale: David Hall (Australië) won van Robin Ammerlaan (Nederland) met 7-5, 3-6, 6-1
Rolstoelvrouwenenkelspel

Finale: Mie Yaosa (Japan) won van Maaike Smit (Nederland) met 7-6(5), 6-1
Rolstoelmannendubbelspel

Finale: Robin Ammerlaan (Nederland) en Martin Legner (Oostenrijk) wonnen van David Hall (Australië) en Anthony Bonaccurs (Australië) met 6-4, 6-3
Rolstoelvrouwendubbelspel

Finale: Maaike Smit (Nederland) en Florence Gravellier (Frankrijk) wonnen van Yuka Chokyu (Canada) en Mie Yaosa (Japan) met 6-3, 6-3

## Trivia
- Kim Clijsters, Justine Henin, Jennifer Capriati, Paola Suárez, Gustavo Kuerten en Martin Verkerk misten het toernooi wegens blessures.
- De Oostenrijkse Barbara Schett stopte met tennis – dit was haar laatste toernooi. Zij werd in de tweede ronde uitgeschakeld.
- Ook voor haar landgenote Patricia Wartusch was dit toernooi het afscheid van het proftennis. In het dubbelspel (samen met Jasmin Wöhr) kwam zij niet voorbij de eerste ronde.

## Uitzendrechten
Het Australian Open was in Nederland en België te zien op Eurosport. Eurosport zond het Australian Open uit via de lineaire sportkanalen Eurosport 1 en Eurosport 2 en via de online streamingdienst, de Eurosport Player.
1905 · 1906 · 1907 · 1908 · 1909 · 1910 · 1911 · 1912 · 1913 · 1914 · 1915 · 1916–1918 · 1919 · 1920 · 1921 · 1922 · 1923 · 1924 · 1925 · 1926 · 1927 · 1928 · 1929 · 1930 · 1931 · 1932 · 1933 · 1934 · 1935 · 1936 · 1937 · 1938 · 1939 · 1940 · 1941–1945 · 1946 · 1947 · 1948 · 1949 · 1950 · 1951 · 1952 · 1953 · 1954 · 1955 · 1956 · 1957 · 1958 · 1959 · 1960 · 1961 · 1962 · 1963 · 1964 · 1965 · 1966 · 1967 · 1968
↓ open tijdperk ↓
1969 (m-v-md-vd-gd) · 1970 (m-v-md-vd) · 1971 (m-v-md-vd) · 1972 (m-v-md-vd) · 1973 (m-v-md-vd) · 1974 (m-v-md-vd) · 1975 (m-v-md-vd) · 1976 (m-v-md-vd) · jan 1977 (m-v-md-vd) · dec 1977 (m-v-md-vd) · 1978 (m-v-md-vd) · 1979 (m-v-md-vd) · 1980 (m-v-md-vd) · 1981 (m-v-md-vd) · 1982 (m-v-md-vd) · 1983 (m-v-md-vd) · 1984 (m-v-md-vd) · 1985 (m-v-md-vd) · 1986 · 1987 (m-v-md-vd-gd) · 1988 (m-v-md-vd-gd) · 1989 (m-v-md-vd-gd) · 1990 (m-v-md-vd-gd) · 1991 (m-v-md-vd-gd) · 1992 (m-v-md-vd-gd) · 1993 (m-v-md-vd-gd) · 1994 (m-v-md-vd-gd) · 1995 (m-v-md-vd-gd) · 1996 (m-v-md-vd-gd) · 1997 (m-v-md-vd-gd) · 1998 (m-v-md-vd-gd) · 1999 (m-v-md-vd-gd) · 2000 (m-v-md-vd-gd) · 2001 (m-v-md-vd-gd) · 2002 (m-v-md-vd-gd) · 2003 (m-v-md-vd-gd) · 2004 (m-v-md-vd-gd) · 2005 (m-v-md-vd-gd) · 2006 (m-v-md-vd-gd) · 2007 (m-v-md-vd-gd) · 2008 (m-v-md-vd-gd) · 2009 (m-v-md-vd-gd) · 2010 (m-v-md-vd-gd) · 2011 (m-v-md-vd-gd) · 2012 (m-v-md-vd-gd) · 2013 (m-v-md-vd-gd) · 2014 (m-v-md-vd-gd) · 2015 (m-v-md-vd-gd) · 2016 (m-v-md-vd-gd) · 2017 (m-v-md-vd-gd) · 2018 (m-v-md-vd-gd) · 2019 (m-v-md-vd-gd)  · 2020 (m-v-md-vd-gd) · 2021 (m-v-md-vd-gd) · 2022 (m-v-md-vd-gd) · 2023 (m-v-md-vd-gd) · 2024 (m-v-md-vd-gd) · 2025 (m-v-md-vd-gd)
Lijst van Australian Openwinnaars